# Styloctenium
Styloctenium (Matschie, 1899) è un genere di pipistrello della famiglia degli Pteropodidi. 

## Descrizione

### Dimensioni
Al genere Styloctenium appartengono pipistrelli di medie dimensioni con la lunghezza dell'avambraccio tra i 103,2 e i 114 mm.

### Caratteristiche craniche e dentarie
Il cranio è simile a quello del genere Pteropus, con la parte posteriore della scatola cranica fortemente tubulare e la regione occipitale inclinata verso il basso. I canini sono diritti e appuntiti. Il secondo premolare superiore è spesso deciduo.
Sono caratterizzati dalla seguente formula dentaria:

### Aspetto
Sono caratterizzati da una striatura facciale più chiara, che all'interno della famiglia, si riscontra soltanto nel genere Neopteryx e nelle due specie P. personatus  e P. capistratus. Il secondo dito della mano è munito di un'unghia. Le membrane alari sono attaccate sul dorso e sul secondo dito del piede. L'uropatagio ed il calcar sono scarsamente sviluppati.  La coda è sempre mancante.

## Distribuzione e habitat

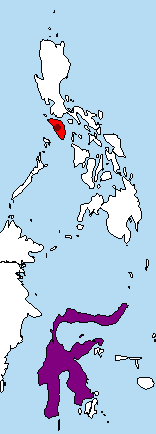
Areale di S. mindorensis (in rosso) e S. wallacei (in viola)

Il genere è diffuso sull'isola di Mindoro, nelle Filippine, l'Isola di Sulawesi ed alcune isole vicine.

## Tassonomia
Il genere è composto da 2 specie:
- Styloctenium mindorensis
- Styloctenium wallacei